# ليو مارتن
ليو مارتن (بالإنجليزية: Leo Martin)‏ (و. 1924 – 1993 م) هو ممثل، وممثل هزلي، من بلجيكا، توفي عن عمر يناهز 69 عاماً.

## روابط خارجية
- ليو مارتن على موقع IMDb (الإنجليزية)
- ليو مارتن على موقع ميوزك برينز (الإنجليزية)
- ليو مارتن على موقع قاعدة بيانات الفيلم (الإنجليزية)